# Shamosaurus
Shamosaurus ("pouštní ještěr") byl rod obrněného ankylosauridního dinosaura, který žil asi před 120 až 112 miliony let v období spodní křídy (věk apt). Jeho částečně dochovaná kostra s lebkou byla objevena v sedimentech z mongolské pouště Gobi (lokalita Dornogov'). Přesnou velikost však nelze odhadnout, podle Gregoryho S. Paula činí asi 5 metrů délky a 2000 kg hmotnosti. Jiné odhady udávají délku až 7 metrů. Shamosaurus se v mnoha znacích (především na lebce) podobá rodu Gobisaurus, představuje však nejspíš samostatný rod. Typový druh S. scutatus byl popsán v roce 1983.